# Esquí acrobàtic als Jocs Olímpics d'hivern de 2006 - Bamps masculins
Als Jocs Olímpics d'Hivern de 2006 celebrats a la ciutat de Torí (Itàlia) es disputà una prova de bamps en categoria masculina dins de les proves d'esquí acrobàtic celebrats als Jocs.
La competició se celebrà el dia 15 de febrer de 2006 a les instal·lacions de Sauze d'Oulx. Hi participaren un total de 35 esquiadors d'11 comitès nacionals diferents.

## Resum de medalles
| Or              | Argent          | Bronze      |
| Dale Begg-Smith | Mikko Ronkainen | Toby Dawson |

## Resultats

### Ronda classificatòria
| Pos. | Nom                 | CON          | Punts       | Notes |
| ---- | ------------------- | ------------ | ----------- | ----- |
| 1    | Dale Begg-Smith     | Austràlia    | 25.40       | Q     |
| 2    | Travis Cabral       | Estats Units | 24.88       | Q     |
| 3    | Marc-Andre Moreau   | Canadà       | 24.69       | Q     |
| 4    | Jeremy Bloom        | Estats Units | 24.51       | Q     |
| 5    | Guilbaut Colas      | França       | 24.33       | Q     |
| 6    | Toby Dawson         | Estats Units | 24.20       | Q     |
| 7    | Travis Mayer        | Estats Units | 24.04       | Q     |
| 8    | Jesper Bjoernlund   | Suècia       | 23.97       | Q     |
| 9    | Chris Wong          | Canadà       | 23.89       | Q     |
| 10   | Janne Lahtela       | Finlàndia    | 23.77       | Q     |
| 11   | Alexandre Bilodeau  | Canadà       | 23.75       | Q     |
| 12   | Christoph Stark     | Alemanya     | 23.65       | Q     |
| 13   | Mikko Ronkainen     | Finlàndia    | 23.38       | Q     |
| 14   | Pierre Ochs         | França       | 23.19       | Q     |
| 15   | Osamu Ueno          | Japó         | 23.03       | Q     |
| 16   | Nick Fisher         | Austràlia    | 22.89       | Q     |
| 17   | Fredrik Fortkord    | Suècia       | 22.87 (3.0) | Q     |
| 18   | Walter Bormolini    | Itàlia       | 22.87 (2.0) | Q     |
| 19   | Juuso Lahtela       | Finlàndia    | 22.31       | Q     |
| 20   | Alexandr Smyshlyaev | Rússia       | 22.18       | Q     |
| 21   | Simone Galli        | Itàlia       | 21.98       |       |
| 22   | Sami Mustonen       | Finlàndia    | 21.57       |       |
| 23   | Per Spett           | Suècia       | 21.53       |       |
| 24   | Michael Robertson   | Austràlia    | 21.52       |       |
| 25   | Artem Valinteev     | Rússia       | 21.51       |       |
| 26   | Silvan Palazot      | França       | 21.29       |       |
| 27   | Ruslan Sharifullin  | Rússia       | 21.24       |       |
| 28   | Gerhard Bloechl     | Alemanya     | 21.16       |       |
| 29   | Jason Begg-Smith    | Austràlia    | 20.22       |       |
| 30   | Kai Ozaki           | Japó         | 19.7        |       |
| 31   | Claudio Bosia       | Itàlia       | 19.62       |       |
| 32   | Yugo Tsukita        | Japó         | 19.13       |       |
| 33   | Dmitriy Reiherd     | Kazakhstan   | 18.33       |       |
| 34   | Mattia Pegorari     | Itàlia       | 16.25       |       |
| 35   | Vitali Glushchenko  | Rússia       | 12.75       |       |

1. 1 2  Fortkord i Bormolini empataren a punts, si bé Fortkord aconseguí la 17a posició gràcies a una major puntuació en el desempat.

### Final
| Pos. | Nom                 | Punts |
| ---- | ------------------- | ----- |
| 1    | Dale Begg-Smith     | 26.77 |
| 2    | Mikko Ronkainen     | 26.62 |
| 3    | Toby Dawson         | 26.30 |
| 4    | Marc-Andre Moreau   | 25.62 |
| 5    | Jesper Bjoernlund   | 25.21 |
| 6    | Jeremy Bloom        | 25.17 |
| 7    | Travis Mayer        | 24.91 |
| 8    | Juuso Lahtela       | 24.42 |
| 9    | Travis Cabral       | 24.38 |
| 10   | Guilbaut Colas      | 23.60 |
| 11   | Alexandre Bilodeau  | 23.42 |
| 12   | Nick Fisher         | 23.39 |
| 13   | Alexandr Smyshlyaev | 23.22 |
| 14   | Chris Wong          | 22.88 |
| 15   | Christoph Stark     | 22.84 |
| 16   | Janne Lahtela       | 22.65 |
| 17   | Pierre Ochs         | 21.37 |
| 18   | Walter Bormolini    | 21.36 |
| 19   | Fredrik Fortkord    | 20.58 |
| 20   | Osamu Ueno          | 19.54 |